# Szent Család-plébániatemplom (Zugliget)
A zugligeti Szent Család-plébániatemplom egy római katolikus templom Budapest XII. kerületében, szervezetileg az Esztergom-Budapesti főegyházmegye kötelékében. A templomépület 1913 és 1917 között épült írországi előképek alapján, dr. Hültl Dezső tervei alapján.

## Története
Almásy Mária, az Angolkisasszonyok rendjének magyarországi főnöknője még a 20. század elején kezdeményezte, hogy épüljön katolikus templom az akkor még meglehetősen ritkásan lakott budai hegyvidéken, a mai zugligeti, virányosi és kútvölgyi városrészek határvidékén. A templom végül a főváros és a kultuszminisztérium támogatásával épült fel, az írországi Rathfarnham templomának mintájára, dr. Hültl Dezső tervei szerint, és nem sokkal később megépült a hozzá kapcsolódó, az oktatást és nevelést szolgáló intézet is.
Az elkészült templomot 1917. május 17-én áldotta meg Csernoch János bíboros érsek; ettől fogva az itteni gyülekezet egyházjogilag hat éven keresztül a krisztinavárosi plébánia zugligeti kihelyezett káplánságának számított. 1923-tól, a Buda környéki egyházközségek átszervezésével a templom az újonnan megalakított városmajori plébániához került át, melynek keretei közt 1945-től önálló lelkészségi rangot kapott. Az egyházközség 1970-ben nyert el plébániai rangot; abban az évben a templom belső tere is jelentősebb átépítésen esett át.
A templom búcsúnapja a karácsony utáni vasárnap. A plébánián 1945-től őrzik az anyakönyveket, a korábbiak a városmajori plébánián találhatók. A templomhoz tartozó lelkipásztori körzet magában foglalja a XII. és a II. kerületek egy részét is, így e templomhoz tartozik fíliaként három II. kerületi kápolna is: a Ferenc-halmi Szűz Mária és Nepomuki Szent János-kápolna (1021 Budakeszi út 51/f), a Jézus szíve kápolna (1021 Tárogató út 77.) és az Assisi Szent Ferenc-kórházkápolna (1021 Széher út 71-73.).

## A templom épülete
A kereszthajós templom neoromán stílusban épült Hültl Dezső tervei alapján, Havel Lipót kivitelezésében. Az épület főhajója észak-északkelet–dél-délnyugati tájolású, a bejárati szárny az észak-északkeleti épületrész, a liturgikus teret pedig a két hajó keresztezésében, illetve amögött, a dél-délnyugati épületszárnyban képezték ki.

## A templom berendezése
A szentségtartó oltárt egy Del Amico nevű olasz művész faragta; az alsó részén elhelyezett fájdalmas Szűz dombormű, a templom bejárata fölötti Jézus-domborművel és néhány másik belső faragvánnyal együtt Vass Viktor magyar szobrászművész munkája.
A Szent Családot ábrázoló oltárkép Zsellér Imre mozaikból készült alkotása a déli épületszárny szentélyfalán, egyben Kelet-Európa legnagyobb mozaikalkotása, amely a meráni zárdatemplom mozaikja nyomán készült. A Szent Családot ábrázoló mozaikképen olvasható felirat: „Quid quid Deus non est, nihil est et pro nihilo computari debet” (magyar fordításban: „Ami nem Isten, az semmi és semminek is kell tartani”). Szintén Zsellér Imre alkotta a templom díszablakait és liturgikus tér fölötti – az Úristent, mint galambot ábrázoló – rozettát is.
A falakat burkoló és az oszlopokat alkotó, többféle színű márvány az egykori Osztrák–Magyar Monarchia több különböző részéről érkezett a templom építéséhez: a falburkolatként használt márványlapok dalmáciai eredetűek, a belső tér két zöldes színű oszlopa siklósi márvány; a szentségi oltárhoz vezető lépcső, az oltár egy része és a liturgikus tér padlózata magyar ruskicai márvány, míg a szobrokat és domborműveket carrarai márványból faragták. Az épület előtt álló két sötétszürke színű oszlop Csehországból származó porfír.

## A templom papjai

### Plébánosok
Bárány Anzelm 1970-; Kozma Imre 1977-; Bodor György 1997-2024; Depaula Flavio Silvio 2024-

### Templomigazgatók, káplánok
Kőrösy Endre 1917-; Artner Edgár 1919-; Baumann Károly 1920-; Hévey Gyula 1921-; Huszár Elemér 1928-; Kiscelli (Kaiser) Ferenc 1944-; Gerőfy Béla 1957- ; Bárány Anzelm 1958-

### Zárdalelkészek
Kiss Károly 1902-; Duffek Antal 1907-; Jankó István 1909-.

## Képgaléria

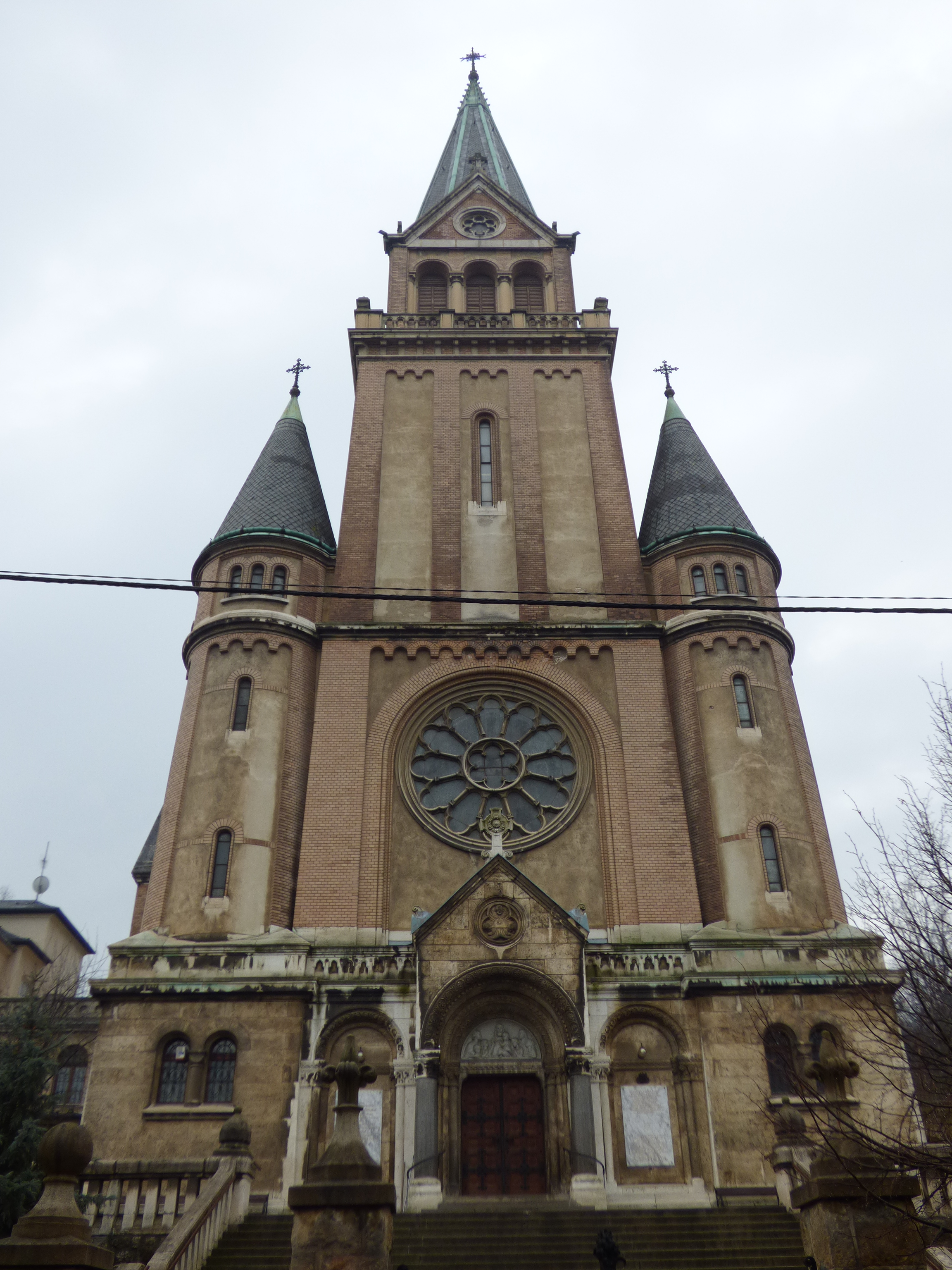
A templom homlokzata
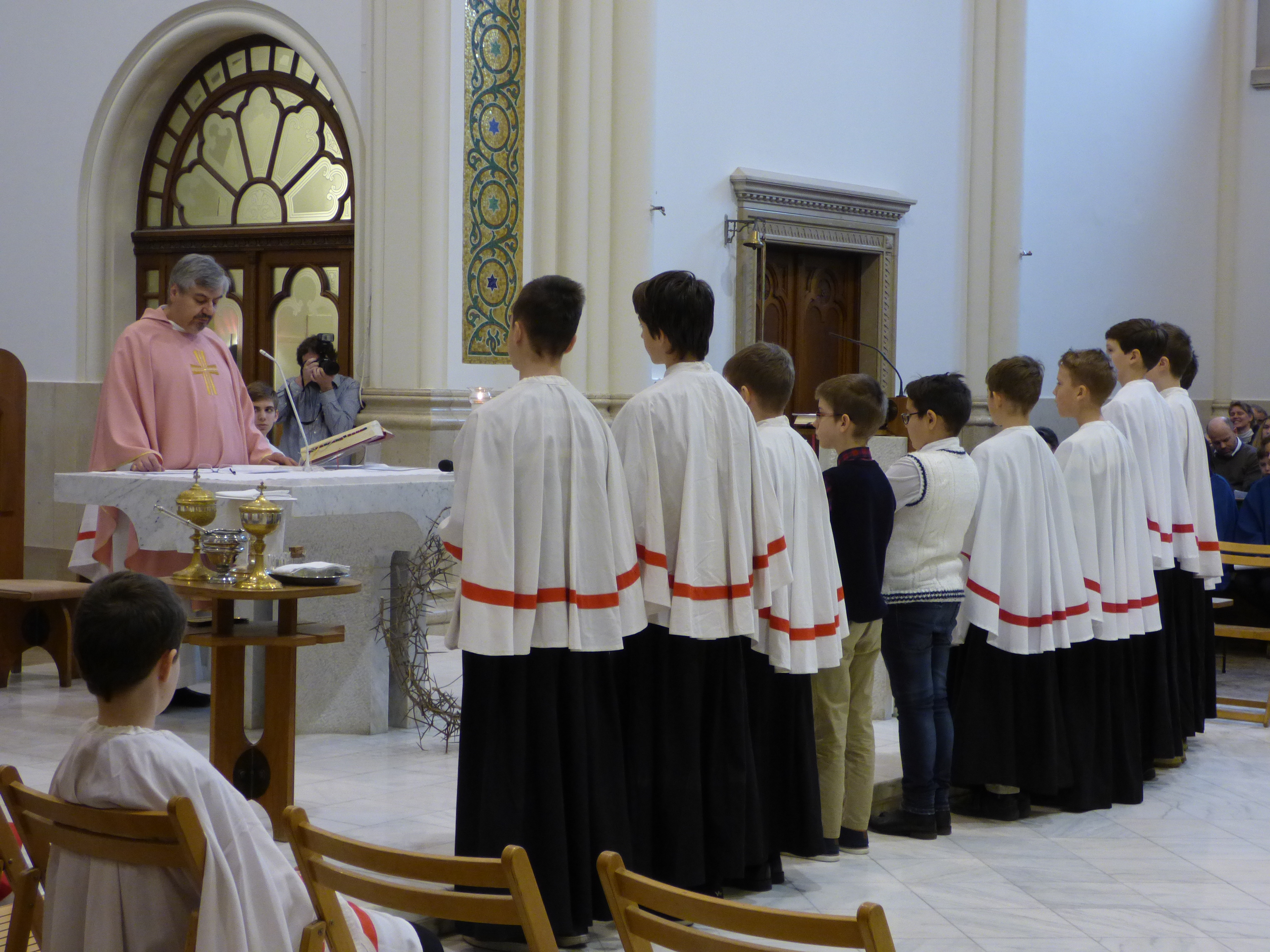
Ministránsavatás (2016)
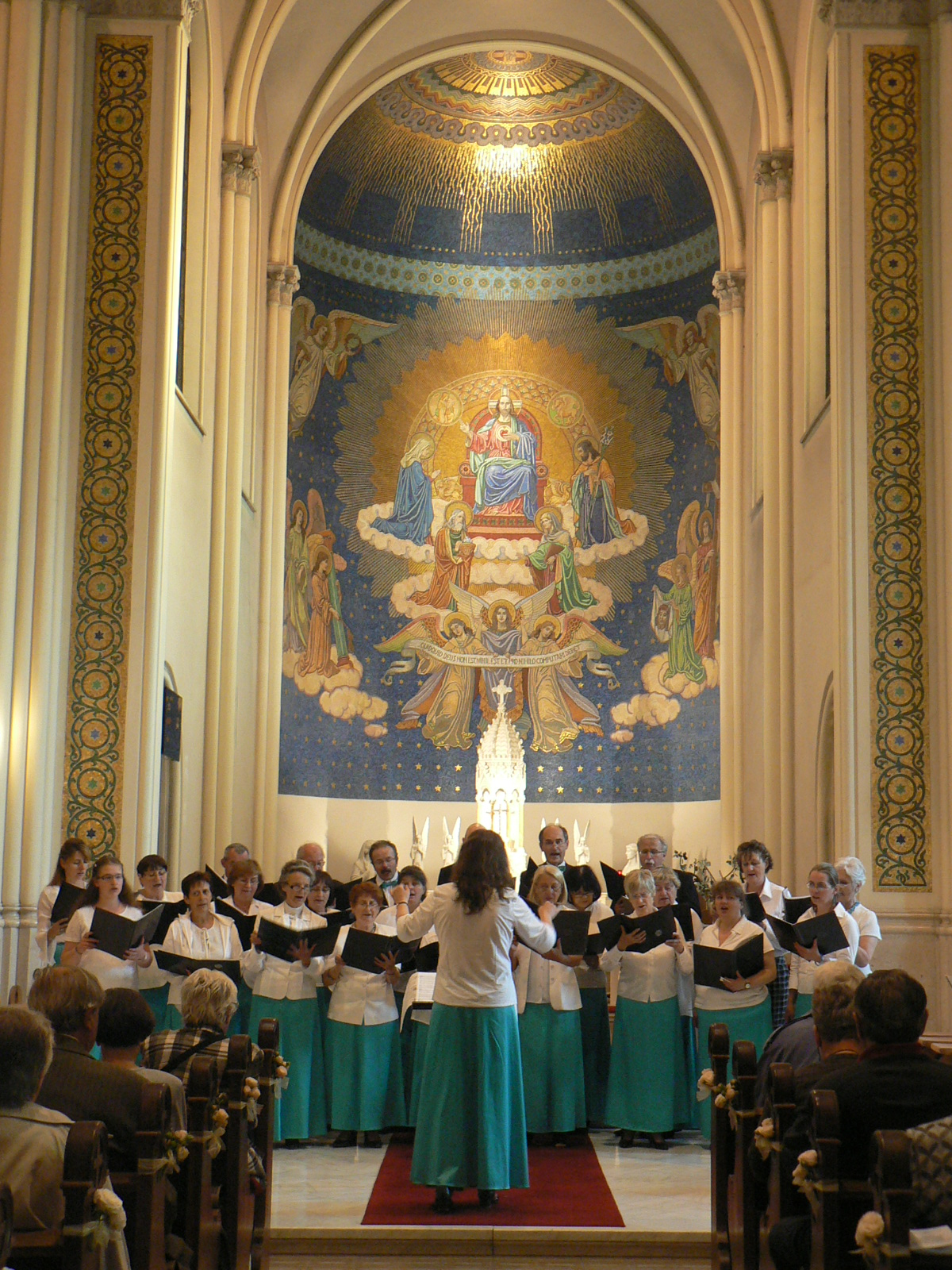
Kóruskoncert a zugligeti templom mozaikból készült főoltárképe előtt
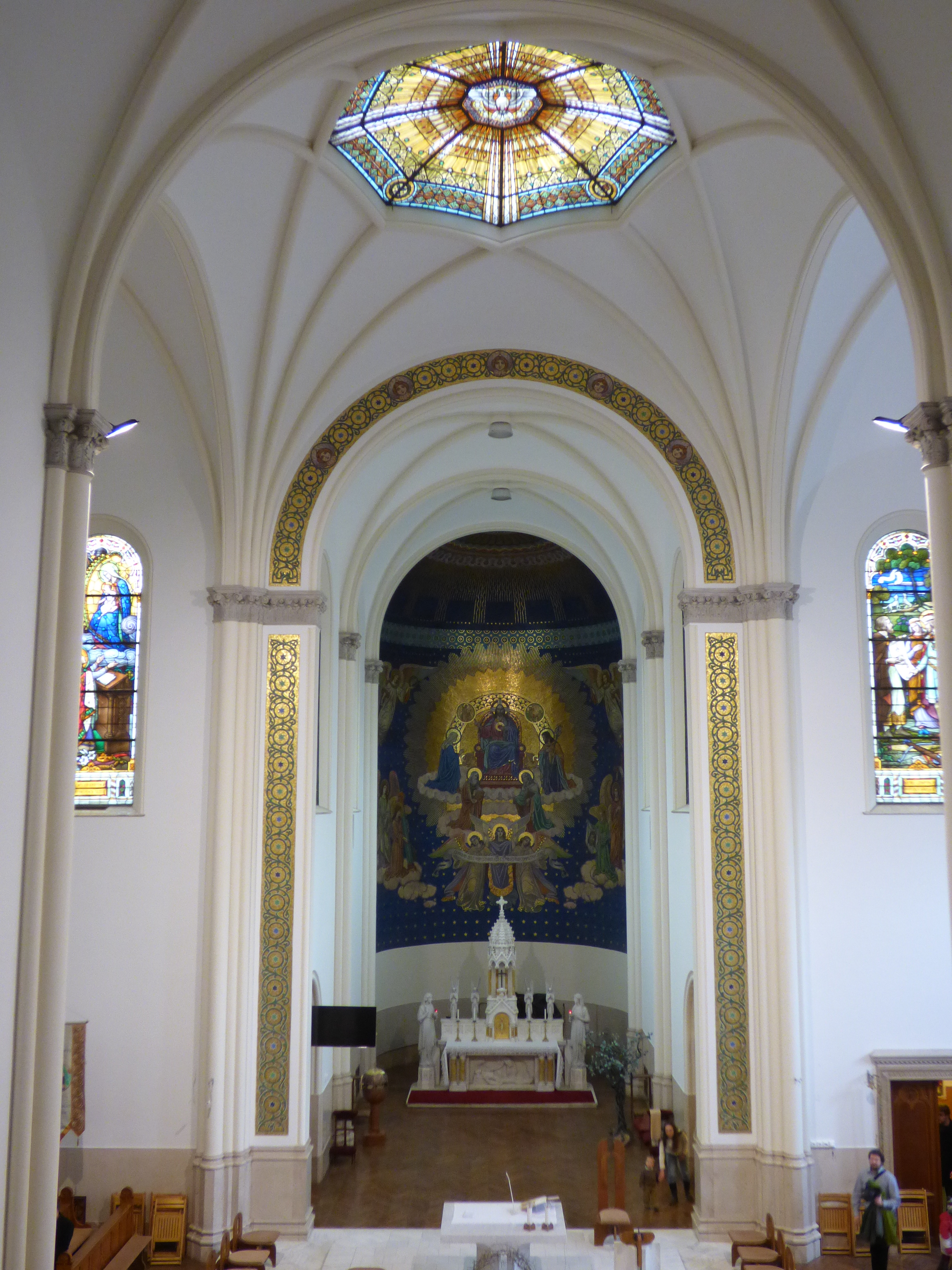
A belső tér a karzatról
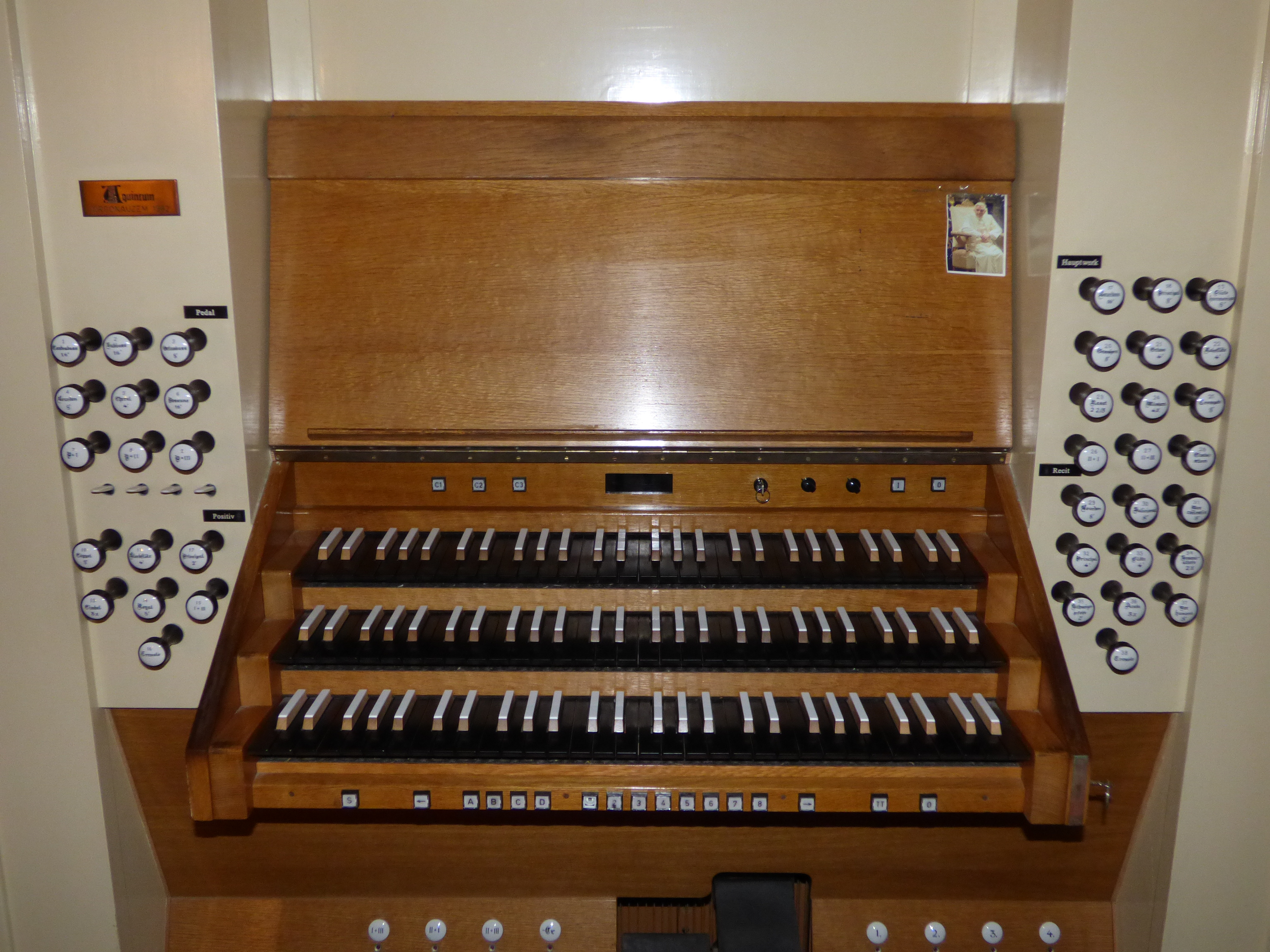
A templom orgonája